# 宮城県道263号泉ケ丘熊ケ根線
宮城県道263号泉ケ丘熊ケ根線（みやぎけんどう263ごう いずみがおかくまがねせん）は、宮城県仙台市泉区と同県同市青葉区を結ぶ一般県道である。

## 概要
2025年3月現在、仙台市泉区内に不通区間が存在する。

### 路線データ
- 起点：仙台市泉区泉ケ丘一丁目
- 終点：仙台市青葉区熊ケ根
- 総延長：21,920.0 m[1]

## 路線状況

### 重複区間
- 国道457号：泉区根白石字古屋敷 - 同区根白石字細田
- 宮城県道223号泉ヶ岳公園線：泉区根白石字細田 - 同区福岡字吹付
- 宮城県道55号定義仙台線：青葉区大倉字堰の沢 - 同区大倉字下倉

### 不通区間
- 泉区朝日二丁目 - 同区根白石字愛宕下中

## 地理

### 通過する自治体
- 仙台市
  - 泉区
  - 青葉区

### 交差する道路
- 国道4号
- 宮城県道264号大衡仙台線
- 国道457号
- 宮城県道223号泉ヶ岳公園線
- 宮城県道55号定義仙台線
- 国道48号

### 沿線の施設
- 仙台泉プレミアム・アウトレット
- 仙台市立根白石小学校
- 七北田ダム
- 大倉ダム